# Brabham BT19

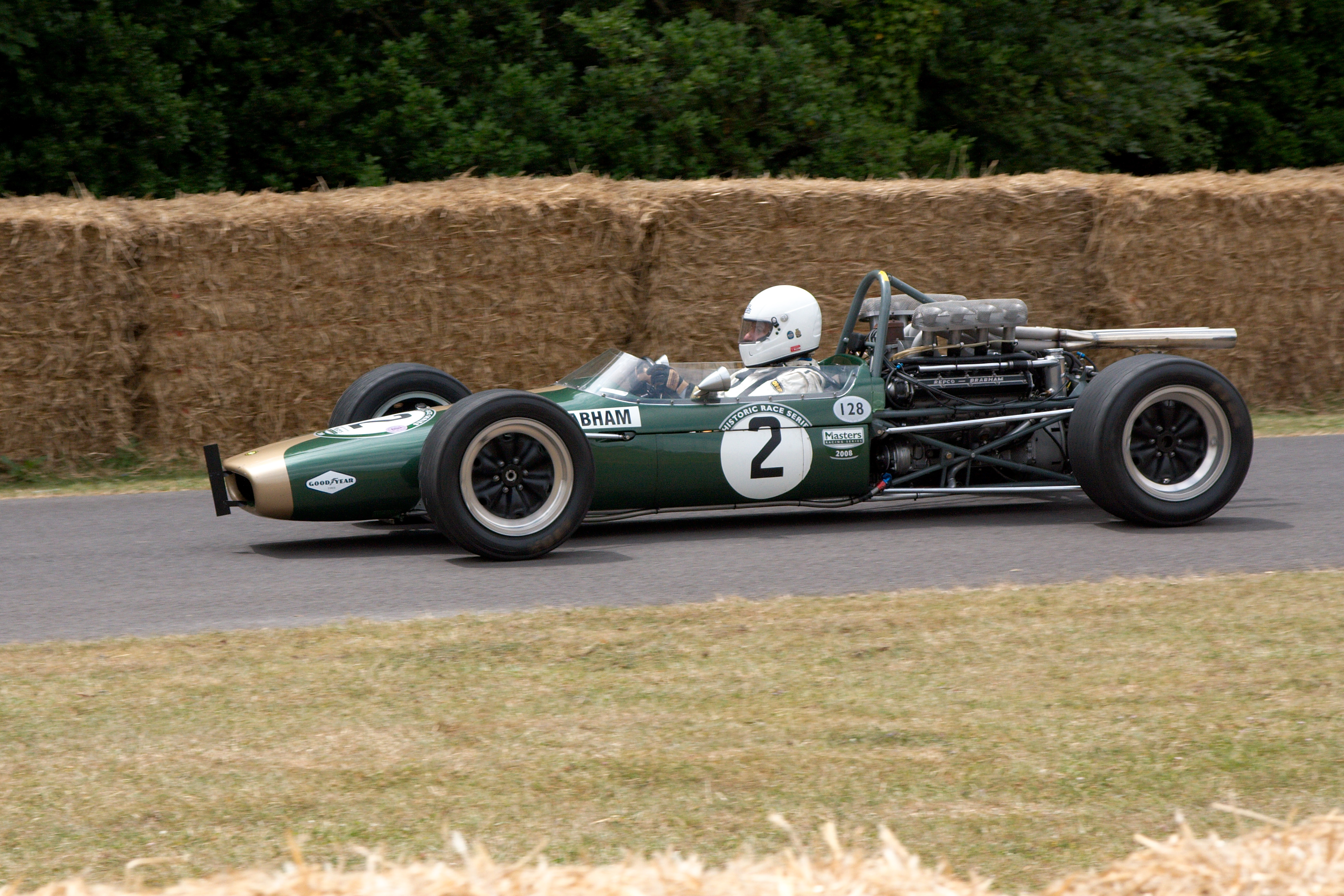
Brabham BT24

Brabham BT19 och den vidareutvecklade BT24 är en serie formel 1-bilar, tillverkade av den brittiska formelbilstillverkaren Motor Racing Developments mellan 1966 och 1967.

## Bakgrund
Jack Brabham hade blivit världsmästare två år i rad 1959 och 1960. Brabham hade många förslag till förbättringar men när han inte fick något gensvar från sin arbetsgivare Cooper Car Company startade han och kollegan Ron Tauranac tillverkning under eget namn. Brabham byggde och sålde tävlingsbilar för mindre racingklasser men också F1-bilar som Jack Brabham körde själv. Brabham blev den förste föraren att vinna ett formel 1-lopp i en bil under eget namn vid Frankrikes Grand Prix 1964 men stallets största framgångar kom under trelitersformelns första år.

## Utveckling

### Brabham BT19/20
Brabham förlitade sig på beprövade konstruktioner och jobbade istället med att reducera bilens vikt. Brabham BT19 använde en fackverksram vid en tid då de flesta konkurrenter gått över till självbärande strukturer. Brabhams F1-bilar var ännu individer: BT19 var Jack Brabhams bil medan andreföraren Denny Hulmes bil benämndes BT20. Brabham hade planerat att fortsätta köpa motorer från sin tidigare leverantör Coventry Climax men trots att CSI meddelat den nya trelitersformeln redan 1963 hade i princip inga motorleverantörer några trelitersmotorer framme till 1966. Lösningen hittades i Australien där Brabham körde Tasman Series under vinterhalvåret. Repco byggde en 2,5-liters V8-motor enligt Tasman-reglementet, baserad på General Motors aluminiummotor som GM senare sålde till Rover. Repco tog fram en trelitersversion åt Brabham som därmed tillsammans med Ferrari blev de enda stallen som kunde starta säsongen med en fullstor motor. Repco-motorn med sin enkla bakgrund hade alltid ett effektmässigt underläge gentemot Ferrari, men den var tillräckligt bränslesnål och tillförlitlig för att vara konkurrenskraftig.

### Brabham BT24
Till 1967 kom den vidareutvecklade BT24 med starkare motor och förbättringar av chassi och hjulupphängningar. Bilen såg gammalmodig ut bredvid konkurrenterna men tillförlitligheten visade sig bli dess trumfkort.

## Tekniska data
| Tekniska data           | Brabham BT19                                                               | Brabham BT24                                                               |
| ----------------------- | -------------------------------------------------------------------------- | -------------------------------------------------------------------------- |
| Motor:                  | Mittmonterad 90° 8-cylindrig V-motor                                       | Mittmonterad 90° 8-cylindrig V-motor                                       |
| Cylindervolym:          | 2994 cm³                                                                   | 2994 cm³                                                                   |
| Borrning x slaglängd:   | 88,9 x 60,3 mm                                                             | 88,9 x 60,3 mm                                                             |
| Max effekt vid varvtal: | 285 hk vid 8 000 v/min                                                     | 330 hk vid 8 800 v/min                                                     |
| Ventilstyrning:         | En överliggande kamaxel per cylinderrad, 2 ventiler per cylinder           | En överliggande kamaxel per cylinderrad, 2 ventiler per cylinder           |
| Bränslesystem:          | Lucas bränsleinsprutning                                                   | Lucas bränsleinsprutning                                                   |
| Växellåda:              | 5-växlad manuell                                                           | 5-växlad manuell                                                           |
| Hjulupphängning fram:   | Dubbla triangellänkar, skruvfjädrar, krängningshämmare                     | Dubbla triangellänkar, skruvfjädrar, krängningshämmare                     |
| Hjulupphängning bak:    | Dubbla triangellänkar, dubbla längslänkar, skruvfjädrar, krängningshämmare | Dubbla triangellänkar, dubbla längslänkar, skruvfjädrar, krängningshämmare |
| Bromsar:                | Skivbromsar                                                                | Skivbromsar                                                                |
| Chassi & kaross:        | Fackverksram i stål med glasfiberkaross                                    | Fackverksram i stål med glasfiberkaross                                    |
| Hjulbas:                | 231 cm                                                                     | 231 cm                                                                     |
| Torrvikt:               | 515 kg                                                                     | 515 kg                                                                     |

## Tävlingsresultat

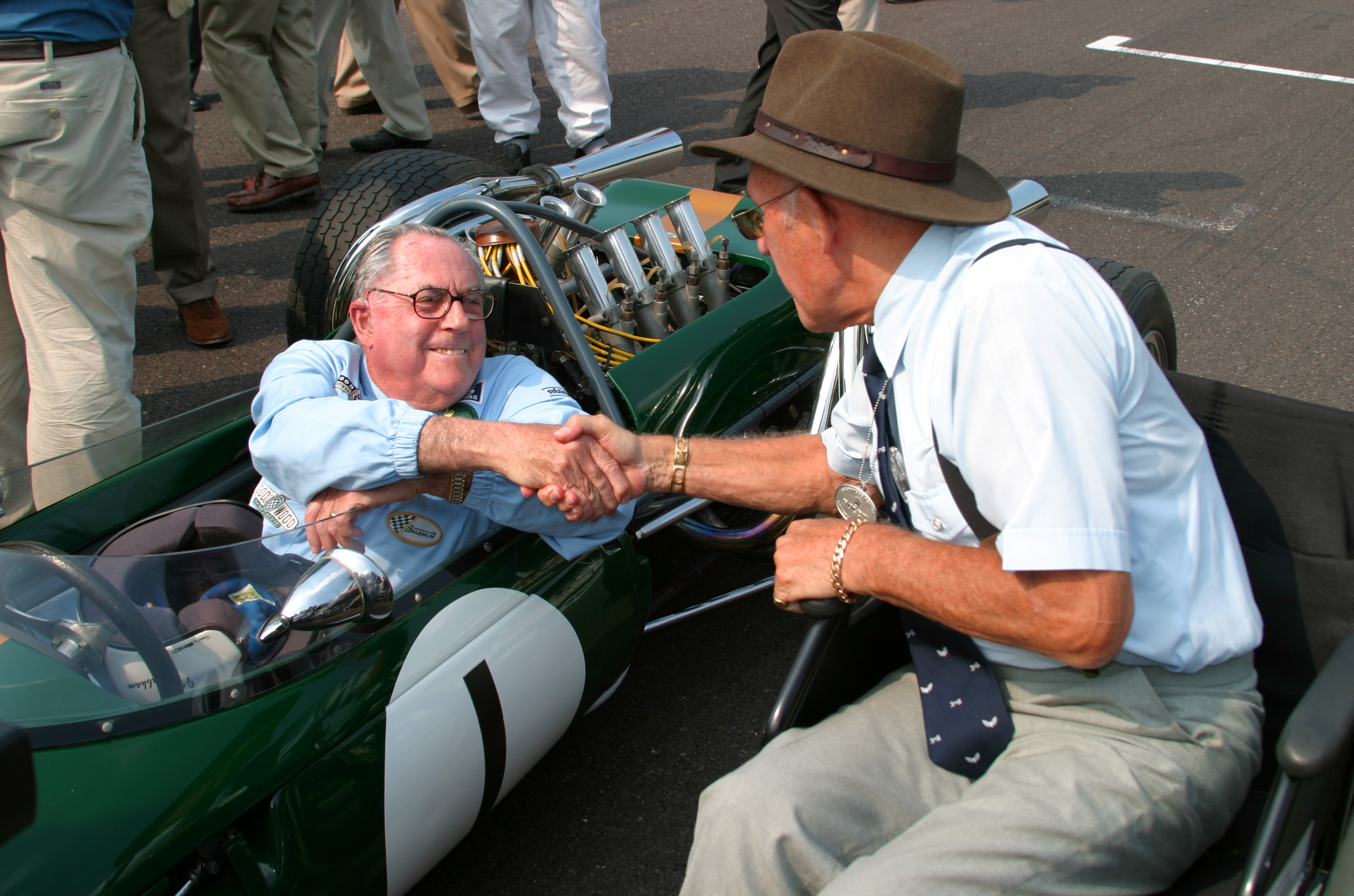
Jack Brabham (i sin BT19) och Stirling Moss 2004.

### Formel 1-VM 1966
Jack Brabham vann sex tävlingar under 1966. Vid Storbritanniens Grand Prix kom Denny Hulme tvåa när stallet tog en dubbelseger. Jack Brabham vann sin tredje VM-titel och är den ende som lyckats vinna mästerskapet i en bil under eget namn. Hulme kom på fjärde plats i förarmästerskapet och Brabham vann konstruktörsmästerskapet.

### Formel 1-VM 1967
Säsongen 1967 blev en kamp mellan Jack Brabham och Denny Hulme som tog två segrar var. Hulme blev världsmästare före Jack Brabham. I konstruktörsmästerskapet vann Brabham för andra året i rad.

### Efter 1967
Jochen Rindt körde BT24:an i början av säsongen 1968 och lyckades ta en tredjeplats i Sydafrikas Grand Prix. Därefter användes bilen bara av mindre privatstall.